# جزيرة أناك كيرايان
جزيرة أناك كيرايان وهي جزيرة من جزر إندونيسيا، وتتبع في إقليم كليمنتان الجنوبية في إندونيسيا.